# Gyula Krúdy

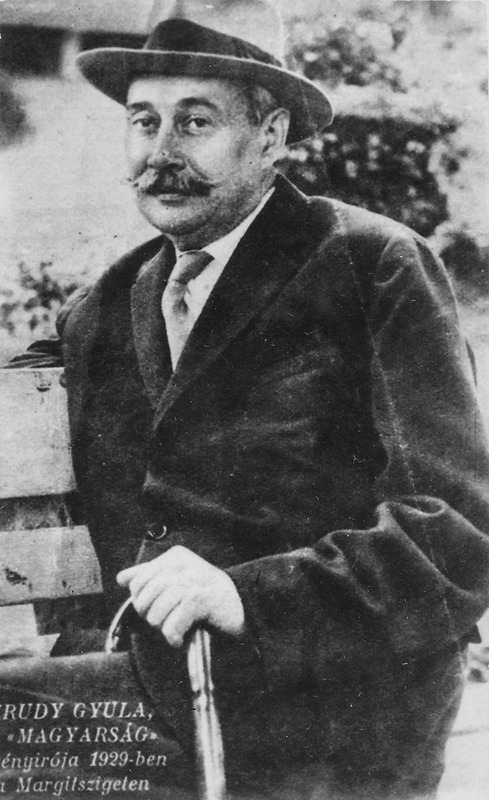
Gyula Krúdy 1929

Gyula Krúdy (* 21. Oktober 1878 in Nyíregyháza; † 12. Mai 1933 in Budapest) war ein ungarischer Schriftsteller. Er war ein bedeutender Prosaist der modernen ungarischen Literatur zur Zeit des Fin de siècle. Ein Wesen seines literarischen Stils ist das feine Spiel mit den Ausdrucksmitteln der Ironie und Melancholie, der Nostalgie und des Realismus.

## Leben
Gyula Krúdy wurde 1878 in Nyíregyháza als Sohn eines kleinadeligen Anwalts geboren. Seine Mutter war eine Hilfsarbeiterin, die der Vater erst nach der Geburt des achten Kindes ehelichte. Krúdy wurde gegen den Willen seines Vaters Schriftsteller. Der Erfolg kam schnell, doch am Ende seines Lebens ließ das Interesse an seinen literarischen Werken nach. Erst in den 1950er Jahren wurde sein Werk von der ungarischen Literaturwissenschaft neu entdeckt und gewürdigt.
Im Alter von vierzehn Jahren veröffentlichte Krúdy seine erste Kurzgeschichte. 1896 ging er als Journalist nach Budapest und wurde 1914 Mitglied der Petőfi-Gesellschaft. 1930 erhielt Gyula Krúdy den Baumgarten-Preis. Sein umfangreiches literarisches Werk umfasst 87 Romane und etwa 2400 Erzählungen. Außerdem verfasste er rund 2000 Zeitungsartikel. Krúdy starb verarmt im Jahre 1933 in Budapest.

### Ausgewählte Werke
- Őszi versenyek
- Üres a fészek (1897), erste Erzählungen
- Az aranybánya (1900), Roman
- A podolini kísértet (1906), Roman
- Szindbád ifjúsága és utazásai (1911), Erzählungen
- Francia kastély (1912), Roman
- A vörös postakocsi (1913), Roman
- Palotai álmok (1914), Roman
- Szindbád: A feltámadás (1915), Erzählungen
- Aranykéz utcai szép napok (1916), Erzählungen
- Őszi utazások a vörös postakocsin (1917), Roman
- Napraforgó(1918), Roman
- Asszonyságok díja (1919), Roman
- N. N. (1920), Roman
- Mit látott Vak Béla szerelemben és bánatban (1921), Roman
- Nagy kópé (1921), Roman
- Hét bagoly (1922), Roman
- Az utitárs (1922), Roman
- Valakit elvisz az ördög (1928), Roman
- Boldogult úrfikoromban (1930), Roman
- Az élet álom (1931), Erzählungen
- A kékszalag hőse (1931), Roman
- A tiszaeszlári Solymosi Eszter (1931), Roman
- Purgatórium (1933), Roman
- Rezeda Kázmér szép élete (1933), Roman

### Aktuelle deutsche Übersetzungen
- Serenade vom durchstochnen Herzen. Sindbad-Novellen. Bund-Verlag, Frankfurt am Main 1991, ISBN 978-3-766307965.
- Meinerzeit. Roman, Dtv, München 1999, ISBN 978-3-423241724.
- Die rote Postkutsche. Roman, Suhrkamp Verlag, Frankfurt am Main 1999, ISBN 978-3-518395561.
- Das Gespenst von Podolin. Roman, Kortina Verlag, Wien 2008, ISBN 978-3-9502315-6-4.